# Du lịch tình dục trẻ em
Du lịch tình dục trẻ em là một loại hình du lịch với mục đích để sử dụng dịch vụ mại dâm trẻ em, vốn là hình thức thương mại hóa của lạm dụng tình dục trẻ em. Định nghĩa của trẻ em trong Công ước về Quyền trẻ em của Liên Hợp Quốc là "mọi người dưới 18 tuổi". Du lịch tình dục trẻ em dẫn đến hậu quả về tinh thần và thể chất cho những trẻ em bị lợi dụng, có thể bao gồm các bệnh lây truyền qua đường tình dục (bao gồm cả HIV/AIDS), "nghiện ma tuý, mang thai, suy dinh dưỡng, thù hận xã hội, và có thể là tử vong", theo Bộ Ngoại giao Hoa Kỳ. Du lịch tình dục trẻ em, một phần của ngành công nghiệp du lịch tình dục toàn cầu, là một dạng của mại dâm trẻ em trong khuôn khổ vấn đề khai thác tình dục trẻ em nhằm mục đích thương mại. Du lịch tình dục trẻ em đã cưỡng bức khoảng 2 triệu trẻ em trên toàn thế giới vào ngành này. Những đứa trẻ thực hiện bán dâm trong lĩnh vực thương mại mại dâm trẻ em thường bị dụ dỗ hoặc bắt cóc để trở thành nô lệ tình dục.
Người sử dụng trẻ em vì mục đích thương mại và tình dục có thể được phân loại theo động cơ. Mặc dù những kẻ thích yêu trẻ em được liên quan chủ yếu đến du lịch tình dục trẻ em, họ không phải là đa số người tham gia dịch vụ này. Có hai loại người phạm tội: những người lạm dụng ưu đãi đặc biệt thích trẻ em vì họ muốn xây dựng mối quan hệ với một đứa trẻ hoặc vì họ nhận thấy nguy cơ lây nhiễm qua đường tình dục thấp hơn; và người tham gia mang tính tình huống là những người lạm dụng người không tìm kiếm trẻ em một cách tích cực mà là người có hành vi mua dâm ngẫu nhiên. Đối với người dùng mang tính tình huống này, có thể sẽ không quan tâm đến việc kiểm tra tuổi của một gái mại dâm trước khi tham gia hoạt động tình dục.
Những người tham gia mại dâm trẻ em có thể sử dụng Internet để lên kế hoạch cho chuyến đi bằng cách tìm kiếm và kinh doanh thông tin về các cơ hội cho du lịch tình dục trẻ em và tìm nơi có thể tìm thấy trẻ em dễ bị tổn thương nhất, chủ yếu ở các vùng có thu nhập thấp. Một số chính phủ đã ban hành luật cho phép truy tố các công dân của họ vì lạm dụng tình dục trẻ em ở bên ngoài lãnh thổ của họ. Tuy nhiên, trong khi các luật chống lại du lịch tình dục trẻ em có thể ngăn cản những người phạm tội tình huống có thể hành động bừa bãi, những kẻ ấu dâm đi du lịch chuyên biệt chỉ vì mục đích bóc lột trẻ em không dễ bị cản trở.